# Treinador de Futebol do Ano na Alemanha

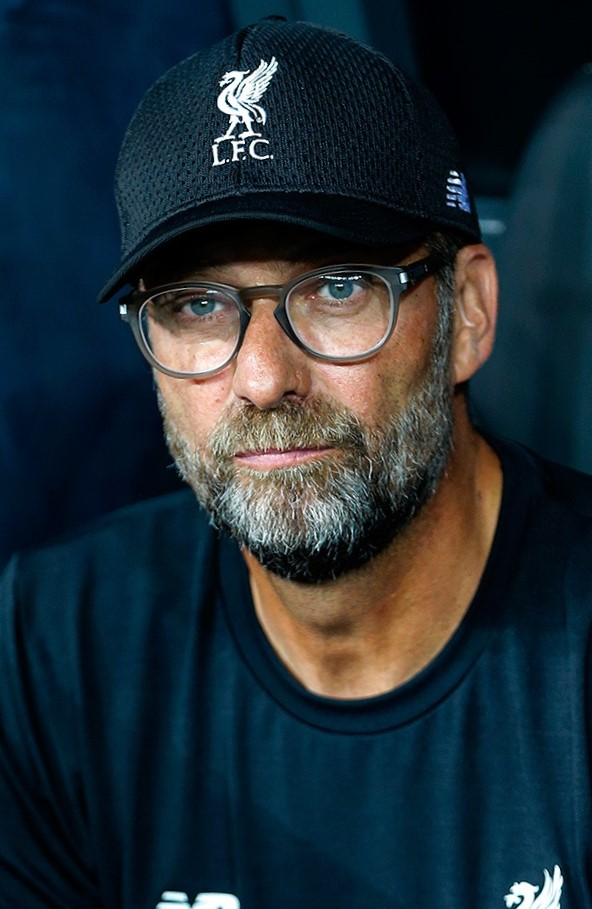
Jürgen Klopp, vencedor do prêmio em 2011, 2012 e 2019.

O Treinador de Futebol do Ano na Alemanha (Alemão:Fußballtrainer des Jahres) é uma premiação concedida na Alemanha desde 2002. O Treinador do Ano é escolhido pelos membros da Associação de Jornalistas Esportivos Alemães (Verband Deutscher Sportjournalisten) e homenageado juntamente com a revista especializada Kicker. Todos os treinadores alemães, bem como treinadores estrangeiros contratados por um clube da Bundesliga, são elegíveis como candidatos.
Os maiores vencedores, com 3 prêmios cada, são Felix Magath e Jürgen Klopp. Klopp foi o primeiro detentor do título por trabalhar com um time de futebol estrangeiro. Jürgen Klinsmann foi o primeiro a ganhar sem estar trabalhando em um clube, mas sim em uma seleção. O primeiro treinador não alemão a vencer o prêmio foi Louis van Gaal, em 2010.

## Vencedores

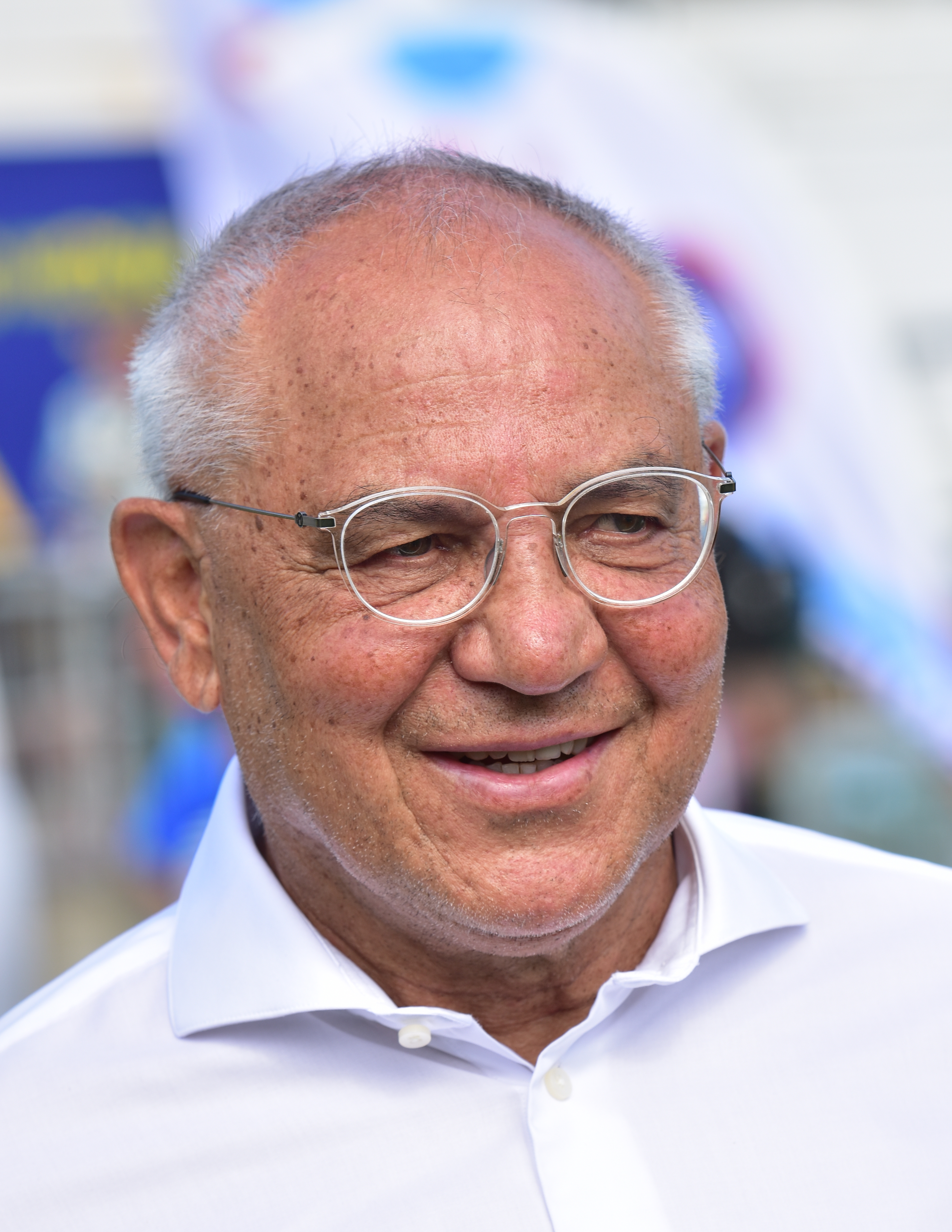
Felix Magath foi o primeiro a conquistar três prêmios, todos por clubes diferentes.

| Ano  | Treinador         | Nacionalidade | Clube             | Posição da equipe na Bundesliga |
| ---- | ----------------- | ------------- | ----------------- | ------------------------------- |
| 2002 | Klaus Toppmöller  | Alemanha      | Bayer Leverkusen  | 2º                              |
| 2003 | Felix Magath      | Alemanha      | Stuttgart         | 2º                              |
| 2004 | Thomas Schaaf     | Alemanha      | Werder Bremen     | 1º                              |
| 2005 | Felix Magath      | Alemanha      | Bayern de Munique | 1º                              |
| 2006 | Jürgen Klinsmann  | Alemanha      | Alemanha          | —                               |
| 2007 | Armin Veh         | Alemanha      | Stuttgart         | 1º                              |
| 2008 | Ottmar Hitzfeld   | Alemanha      | Bayern de Munique | 1º                              |
| 2009 | Felix Magath      | Alemanha      | Wolfsburg         | 1º                              |
| 2010 | Louis van Gaal    | Países Baixos | Bayern de Munique | 1º                              |
| 2011 | Jürgen Klopp      | Alemanha      | Borussia Dortmund | 1º                              |
| 2012 | Jürgen Klopp      | Alemanha      | Borussia Dortmund | 1º                              |
| 2013 | Jupp Heynckes     | Alemanha      | Bayern de Munique | 1º                              |
| 2014 | Joachim Löw       | Alemanha      | Alemanha          | —                               |
| 2015 | Dieter Hecking    | Alemanha      | Wolfsburg         | 2º                              |
| 2016 | Dirk Schuster     | Alemanha      | Darmstadt 98      | 14º                             |
| 2017 | Julian Nagelsmann | Alemanha      | Hoffenheim        | 3º                              |
| 2018 | Jupp Heynckes     | Alemanha      | Bayern de Munique | 1º                              |
| 2019 | Jürgen Klopp      | Alemanha      | Liverpool         | —                               |
| 2020 | Hans-Dieter Flick | Alemanha      | Bayern de Munique | 1º                              |
| 2021 | Thomas Tuchel     | Alemanha      | Chelsea           | —                               |
| 2022 | Christian Streich | Alemanha      | Freiburg          | 6º                              |
| 2023 | Urs Fischer       | Suíça         | Union Berlin      | 4º                              |
| 2024 | Xabi Alonso       | Espanha       | Bayer Leverkusen  | 1º                              |

## Maiores vencedores
| Treinador         | Nacionalidade | Prêmio(s) | Ano(s)            |
| ----------------- | ------------- | --------- | ----------------- |
| Felix Magath      | Alemanha      | 3         | 2003, 2005 e 2009 |
| Jürgen Klopp      | Alemanha      | 3         | 2011, 2012 e 2019 |
| Klaus Toppmöller  | Alemanha      | 1         | 2002              |
| Thomas Schaaf     | Alemanha      | 1         | 2004              |
| Jürgen Klinsmann  | Alemanha      | 1         | 2006              |
| Armin Veh         | Alemanha      | 1         | 2007              |
| Ottmar Hitzfeld   | Alemanha      | 1         | 2008              |
| Louis van Gaal    | Países Baixos | 1         | 2010              |
| Jupp Heynckes     | Alemanha      | 1         | 2013              |
| Joachim Löw       | Alemanha      | 1         | 2014              |
| Dieter Hecking    | Alemanha      | 1         | 2015              |
| Dirk Schuster     | Alemanha      | 1         | 2016              |
| Julian Nagelsmann | Alemanha      | 1         | 2017              |
| Jupp Heynckes     | Alemanha      | 1         | 2018              |
| Hans-Dieter Flick | Alemanha      | 1         | 2020              |
| Thomas Tuchel     | Alemanha      | 1         | 2021              |
| Christian Streich | Alemanha      | 1         | 2022              |
| Urs Fischer       | Suíça         | 1         | 2023              |
| Xabi Alonso       | Espanha       | 1         | 2024              |

## Por clube
| Clube             | Prêmio(s) | Ano(s)                              |
| ----------------- | --------- | ----------------------------------- |
| Bayern de Munique | 6         | 2005, 2008, 2010, 2013, 2018 e 2020 |
| Stuttgart         | 2         | 2003 e 2007                         |
| Borussia Dortmund | 2         | 2011 e 2012                         |
| Alemanha          | 2         | 2006 e 2014                         |
| Wolfsburg         | 2         | 2009 e 2015                         |
| Bayer Leverkusen  | 2         | 2002 e 2024                         |
| Werder Bremen     | 1         | 2004                                |
| Darmstadt 98      | 1         | 2016                                |
| Hoffenheim        | 1         | 2017                                |
| Liverpool         | 1         | 2019                                |
| Chelsea           | 1         | 2021                                |
| Freiburg          | 1         | 2022                                |
| Union Berlin      | 1         | 2023                                |

## Por nacionalidade
| Nacionalidade | Prêmio(s) | Ano(s) |
| ------------- | --------- | --- |
| Alemanha      | 14        | 2002, 2003, 2004, 2005, 2006, 2007, 2008, 2009, 2011, 2012, 2013, 2014, 2015, 2016, 2017, 2018, 2019, 2020, 2021 e 2022 |
| Países Baixos | 1         | 2010 |
| Suíça         | 1         | 2023 |
| Espanha       | 1         | 2024 |